# Growers of Mushroom
Albums de Leaf Hound
Unleashed
(2007)
Singles
1. Drowned my Life in Fear
Sortie : 1971

Growers of Mushroom est le premier album du groupe de hard rock anglais, Leaf Hound. Il est sorti en 1971 sur le label Decca Records et a été produit par Paul Lynton.

## Historique
Cet album fut enregistré vers la fin de l'année 1970 aux Spot Studios de Mayfair. Il ne fallut que onze heures pour mettre en boite les neuf titres que contient
Growers of Mushrooms, dans des conditions proche du live.
Après l'enregistrement de l'album, le groupe part en tournée, mais le disque n'est pas encore dans les bacs. Fin 1970, à la suite d'une tournée allemande en compagnie d'UFO, le label allemand Telefunken sort une version de l'album simplement intitulée Leaf Hound et amputée de deux titres majeurs « Freelance Fiend » et « Growers of Mushroom », ainsi que le single « Drowned my Life in Fear », au début de 1971.
Le groupe continue de tourner, mais toujours pas d'album dans les bacs. Les frères Brooks quittent le groupe qui continue en quatuor avec Ron Thomas à la basse. Mais peu à peu les tensions apparaissent et Peter French s'en va rejoindre Atomic Rooster. Lorsque Decca sort l'album complet en octobre 1971, Leaf Hound n'existe plus.
Cependant, l'album recevra de bonnes critiques et va par sa rareté devenir un objet de collection. L'édition originale en vinyle de 1971 sera estimée en novembre 2012 à 2 500 £ par le magazine Record Collector. Il se vendra 3 851 £ lors d'une enchère sur eBay le 16 décembre 2012.
Le label allemand Repertoire Records, spécialisé dans les rééditions d'album rock et pop, sortira une version en disque compact de l'album avec deux titres bonus en 1994.

## Liste des titres

### Face 1
| No | Titre                   | Auteur                              | Durée |
| -- | ----------------------- | ----------------------------------- | ----- |
| 1. | Freelance Fiend         | Peter French, Michael Halls         | 3:09  |
| 2. | Sad Road to the Sea     | French, Halls                       | 4:14  |
| 3. | Drowned my Life in Fear | Peter Ross                          | 2:58  |
| 4. | Work my Body            | French, Stuart Brooks, Derek Brooks | 8:09  |

### Face 2
| No | Titre               | Auteur                                          | Durée |
| -- | ------------------- | ----------------------------------------------- | ----- |
| 5. | Stray               | French, Halls                                   | 3:45  |
| 6. | With a Minute to Go | French, Halls, S. Brooks, D.Brooks, Keith Young | 4:16  |
| 7. | Growers of Mushroom | French, Halls                                   | 2:16  |
| 8. | Stagnant Pool       | French, S. Brooks                               | 3:57  |
| 9. | Sawdust Ceasar      | French, Halls, S. Brooks                        | 4:26  |

### Bonus réédition 1994 Repertoire Records
| No  | Titre                                                                 | Auteur        | Durée |
| --- | --------------------------------------------------------------------- | ------------- | ----- |
| 10. | It's Going to Get Better (B side du single "Drowned my Life in Fear") | French, Halls | 3:04  |
| 11. | Hip Shaker (titre inédit)                                             | French, Halls | 3:32  |

### Special Bonus réédition 2003 Repertoire Records 2005
| No  | Titre                                                                            | Auteur     | Durée |
| --- | -------------------------------------------------------------------------------- | ---------- | ----- |
| 12. | To Many Rock'n Roll Times (avant première du titre qui figurera sur "Unleashed") | Leaf Hound | 3:56  |

## Musiciens
- Peter French: chant
- Michael Halls: guitare solo et rythmique
- Stuart Brooks: basse
- Derek Brooks: guitare rythmique
- Keith Young: batterie, percussions